# Parkbahn Schmiden
| |          |                                                 |                                                 |
| Streckenlänge: | ca. 1 km |                                                 |                                                 |
| Spurweite: | 184 mm   |                                                 |                                                 |
| |          |                                                 |                                                 |
| \| \| \| Schmiden Stadion Hbf \| \| \| \| \| Betriebswerk \| \| \| \| \| Wasserspielplatz (ehemals auch Personenverkehr) \| \| \| \| \| Wendeschleife \| \| \| \| \| Postweg \| \| \| \| \| \| \| |          |                                                 |                                                 |
| Kopfbahnhof Streckenanfang |          | Schmiden Stadion Hbf                            | Schmiden Stadion Hbf                            |
| Abzweig geradeaus und von rechts |          | Betriebswerk                                    | Betriebswerk                                    |
| Dienststation / Betriebs- oder Güterbahnhof |          | Wasserspielplatz (ehemals auch Personenverkehr) | Wasserspielplatz (ehemals auch Personenverkehr) |
| Verschwenkung von links · Verschwenkung von rechts |          | Wendeschleife                                   | Wendeschleife                                   |
| Haltepunkt / Haltestelle · Strecke |          | Postweg                                         | Postweg                                         |
| Strecke nach links · Strecke nach rechts |          |                                                 |                                                 |

Die Parkbahn Schmiden ist eine Parkeisenbahn im Fellbacher Ortsteil Schmiden.

## Geschichte
Die Parkbahn wurde im Jahr 2010 mit einer Spurweite von 7,25 Zoll (184 mm) mit einer Streckenlänge von 50 Metern eröffnet. Danach wurde die Strecke immer weiter auf knapp einem Kilometer verlängert.  Im Jahr 2016 wurde die Strecke vom Bahnhof Wasserspielplatz bis zum Haltepunkt Postweg verlängert.

## Betriebsstellen
Am Bahnhof Schmiden Stadion Hbf (Lage) und am Haltepunkt Postweg (Lage) kann ein- und ausgestiegen werden.
Der Betriebsbahnhof Wasserspielplatz (Lage) war bis 2016 die Endstation und dient seitdem nur noch für Zugkreuzungen. Neben dem Bahnhof Schmiden Stadion Hbf liegt das dreigleisige Betriebswerk (Lage).

## Fahrzeuge
Bei der Parkbahn Schmiden gibt es zwei Dampflokomotiven und eine Akkulokomotive sowie sechs Personenwagen, zwei Güterwagen und weitere privat eingestellte Fahrzeuge.

## Betrieb
In der Regel verkehren die Züge zwischen Ostersonntag und Ende Oktober am 2. und 4. Sonntag im Monat. Im Juni gibt es ein spezielles Familien-Sommerfest. Zusätzlich fahren die Züge im November zur Lampion-Nachtfahrt und im Dezember zum Nikolaus-Fahrtag.